# Diospyros erythrosperma
Diospyros erythrosperma är en tvåhjärtbladig växtart som beskrevs av Joseph Marie Henry Alfred Perrier de la Bâthie. Diospyros erythrosperma ingår i släktet Diospyros och familjen Ebenaceae. Inga underarter finns listade i Catalogue of Life.